# Edward Bawden
Edward Bawden, född 1903, död 1989, var engelsk konstnär, främst målare och illustratör. Han var också berömd för sina tryck som bokomslag och affischer.

## Utbildning, upptäckt och tidiga arbeten
Bawden föddes i Braintree, Essex, och började sina studier vid Cambridge School of Art, åren 1919 – 21. Dessa följdes sedan av ett stipendium vid Royal College of Art, School of Design, där han avlade examen i illustration 1925. Här mötte han också den framtida samarbetspartnern Eric Ravilious, vilka båda fick undervisning av den inflytelserika konstnären Paul Nash, som betecknade dem som ”extraordinärt talangfulla”.
Från 1925 arbetade Bawden en dag i veckan för Curwen Press med illustrationer för viktiga kunder som London Transport, Westminster Bank, Twinings, Poole Potteries och Shell-Mex.
I början av 1930-talet upptäcktes han av den välkända Stuart Advertising Agency, där Bawden framställde sina mest innovativa arbeten bland annat för Fortnum & Mason och Imperial Airways. Det var också under denna period som Bawden gjorde målningar för Londons tunnelbana.
Under andra världskriget hade Bawden uppdrag som en av Englands officiella krigsskildrare och han gjorde många akvareller som beskrivning av kringsansträngningar i Irak.

## Senare arbete
Bawden bodde under 1930 – 70-talen i Great Bardfield, Essex, där han var en betydelsefull medlem i Great Bardfield Artists. Dessa lokala konstnärer hade olika stilar men delade förkärleken för figurativ konst, vilket skilde ut gruppen från de mera kända St Ives Art Community i Cornwall, vilka efter kriget dominerades av abstraktionister.
Efter hans hustrus bortgång 1970 flyttade han till den närliggande staden Saffon Walden, där har fortsatte att arbeta fram till sin död. Hans verk kan ses på många av de större konstsamlingarna som Fry Art Gallery, Bedford Museum & Art Gallery, Bedford och Tate Gallery i London.

## Undervisning, utnämningar och priser
Efter enklare undervisning i design och bokillustration vid Goldsmith's College 1928 – 31, deltog han i undervisningen vid Royal College of Art åren 1950 – 63, med undantag för krigsåren på 1940-talet. År 1968 blev han handledare vid Royal Academy Schools och Senior Lecture vid Leicester College of Art and Design.
Bland de mångfaldiga utnämningar och priser han tilldelats under sin karriär kan nämnas:
- 1946 – Tilldelad CBE (Commander of the British Empire)
- 1947 – Medlem of the Royal Academy
- 1949 – Utsedd till Royal Designer for Industry (RSA)
- 1949/50 – Utsedd till gästföreläsare the Summers of 1949/50 vid the Banff School of Fine Art, Kanada
- 1951 – Utsedd till Trustee of the Tate Gallery (1951–1958)
- 1956 – Invald i Royal Academician
- 1962 – Utsedd till hedersmedlem i Manchester College of Art
- 1963 – Utsedd till hedersmedlem i the Royal College of Art
- 1964 – Tilldelad Silver Medal av the Society of Industrial Artists
- 1970 – Hedersdoktor i the Royal College of Art
- 1974 – Hedersdoktor i Essex University
- 1979 – Utsedd till hedersmedlem i the Royal Society of Painter-Etchers and Engravers